# Tailandia en los Juegos Paralímpicos de Río de Janeiro 2016
Tailandia estuvo representada en los Juegos Paralímpicos de Río de Janeiro 2016 por un total de 45 deportistas, 30 hombres y 15 mujeres.

## Medallistas
El equipo paralímpico tailandés obtuvo las siguientes medallas:
| Nombre                                                               | Deporte                    | Evento                                     |
| -------------------------------------------------------------------- | -------------------------- | ------------------------------------------ |
| Oro                                                                  |                            |                                            |
| Pongsakorn Paeyo                                                     | Atletismo                  | 400 m T53 masculino                        |
| Pongsakorn Paeyo                                                     | Atletismo                  | 800 m T53 masculino                        |
| Prawat Wahoram                                                       | Atletismo                  | 1500 m T54 masculino                       |
| Prawat Wahoram                                                       | Atletismo                  | 5000 m T54 masculino                       |
| Watcharaphon Vongsa                                                  | Bochas                     | Individual BC2 mixto                       |
| Pattaya Tadtong Watcharaphon Vongsa Worawut Saengampa Subin Tipmanee | Bochas                     | Equipo BC1-2 mixto                         |
| Plata                                                                |                            |                                            |
| Pongsakorn Paeyo                                                     | Atletismo                  | 100 m T53 masculino                        |
| Saichon Konjen                                                       | Atletismo                  | 800 m T54 masculino                        |
| Saichon Konjen Prawat Wahoram Rawat Tana Pongsakorn Paeyo            | Atletismo                  | 4 × 400 m T53/54 masculino                 |
| Worawut Saengampa                                                    | Bochas                     | Individual BC2 mixto                       |
| Saysunee Jana                                                        | Esgrima en silla de ruedas | Espada individual B femenino               |
| Hanreuchai Netsiri                                                   | Tiro con arco              | Recurvo individual clase abierta masculino |
| Bronce                                                               |                            |                                            |
| Pichaya Kurattanasiri                                                | Atletismo                  | 1500 m T52 masculino                       |
| Saichon Konjen                                                       | Atletismo                  | 1500 m T54 masculino                       |
| Pornchok Larpyen                                                     | Bochas                     | Individual BC4 mixto                       |
| Pornchok Larpyen Nuanchan Phonsila Chaloemphon Tanbut                | Bochas                     | Dobles BC4 mixto                           |
| Rungroj Thainiyom                                                    | Tenis de mesa              | Individual 6 masculino                     |
| Anurak Laowong Yuttajak Glinbancheun                                 | Tenis de mesa              | Equipo 3 masculino                         |